# Chance地銀共同化システム
Chance地銀共同化システム（チャンスちぎんきょうどうかシステム）は、2007年に稼働開始した三菱UFJ銀行の基幹システムをベースとした地方銀行の共同化システム。

## 概要
「Chance地銀共同化システム」は三菱UFJ銀行の基幹システム（勘定系システム、情報系システムなど）をベースとした、地方銀行の共同化システム。都市銀行の基幹システムを使用した地方銀行の共同化としては日本初。開発・運用・保守は日本アイ・ビー・エムにアウトソーシング。勘定系ではIBMメインフレームやミドルウェアのIMS、パッケージのSAILなどを使用。また三菱UFJ銀行が開発した各種システムをコミュニティークラウドの「chanceクラウド」に構築。

## 歴史
- 2001年 - 基本計画策定開始。
- 2003年4月 - プロジェクト開始（当時は東京三菱銀行）。業務プログラムの提供は三菱UFJ銀行。開発・運用は日本IBMに委託の上、更に「地銀ITソリューション (RBITS)」に再委託。コンピュータは日本IBMのセンターに集約[3]。
- 2022年3月26日 - データセンター電源障害により、ATMが使えない障害が発生。めぶきフィナンシャルグループ（FG）傘下の常陽銀（茨城）と足利銀（栃木）、百十四銀（香川）、十六銀（岐阜）、南都銀（奈良）、山口FG傘下の山口銀（山口）、もみじ銀（広島）、北九州銀（福岡）の8行のシステムに障害が発生したほか、ローソン銀行が提供する一部機能が使えなくなった。データセンターはキンドリルジャパン(元日本IBM)が運用している。

## 参加行
- 常陽銀行 （1行目。2007年1月4日稼働。2017年 めぶきフィナンシャルグループが承継[1]。）
- 百十四銀行（2行目。2007年5月7日稼働）
- 十六銀行（3行目。2007年7月17日稼動）
- 南都銀行（4行目。2008年5月7日稼動）
- 山口銀行（5行目。2010年5月6日稼働。山口フィナンシャルグループ）
- 北九州銀行（6行目。2011年10月3日稼働。山口フィナンシャルグループ）
- もみじ銀行（7行目。2012年1月4日稼動。山口フィナンシャルグループ）
- 足利銀行（2017年 参加。8行目。2020年1月稼働。[4]。めぶきフィナンシャルグループ。）